# Dichaetomyia palpiaurantiaca
Dichaetomyia palpiaurantiaca este o specie de muște din genul Dichaetomyia, familia Muscidae, descrisă de Feng în anul 1999. Conform Catalogue of Life specia Dichaetomyia palpiaurantiaca nu are subspecii cunoscute.